# 간왕 (발해)
간왕(簡王, ?~818년)은 발해의 제9대 왕이다. 휘는 명충(明忠)이다. 강왕의 아들이며 정왕과 희왕의 동생이다. 연호는 태시(太始)를 사용하였다. 황후는 순목황후(順穆皇后) 태씨(泰氏)다.

## 생애
희왕이 병사하자, 아우 대명충이 즉위하였다. 그러나 머지 않아 병사하였고, 대야발의 증손이면서 권지국무로 있던 종부(從父) 대인수에 의해서 계승된다. 간왕이 고왕(대조영) 계의 마지막 왕이고, 이후 선왕을 시작으로 고왕의 동생인 대야발(大野勃) 계가 발해의 왕통을 잇게 된다.
조카 대연진(大延眞), 대연준(大延俊)이 있었음에도 대인수에게 왕통이 넘어간 이유는 알 수 없다.

## 가계
- 부왕: 강왕(康王, ? ~ 809년 재위: 794년~809년)
  - 형 : 정왕(定王, 재위 809년~812년)
    - 조카 : 대연진(大延眞)

  - 형 : 희왕(僖王, 재위 812년~817년)
    - 조카 : 대연준(大延俊)

  - 간왕
  - 황후: 순목황후 태씨(順穆皇后 泰氏, ?~830)

## 기타
2004년 혹은 2005년 경 중국 지린성 연변 조선족 자치주와 허룽 시에 걸쳐 있는 룽터우산 고분군에서 문왕의 부인인 효의황후(孝懿皇后)와 간왕의 부인인 순목황후의 능이 발굴되었다. 룽터우 산 고분군에서는 앞서 문왕의 딸인 정효공주묘가 발굴된 곳이다. 무덤의 비문을 통해 지금껏 알려지지 않았던 발해 간왕의 황후의 시호 '순목(順穆)'과 그녀의 성씨가 '태씨(泰氏)' 임이 밝혀졌으며 선왕의 연호인 '건흥(建興)'이 금석문에 등장하였다.

순목황후의 무덤은 대형돌방무덤의 형태이며 고분군 중 M3으로 분류되었다. 묘지석은 홍갈색의 사암이며 너비는 34.5cm, 높이 55cm, 두께는 13cm이다. 세로 9행에 141자가 새겨져 있으며 현재 중국 당국이 비문의 전문을 공개하지 않고 있다. 발굴 조사를 실시한 중국 사회과학원이 발행한 학술지 고고(考古)의 2009년 내용에
渤海國順穆皇后卽簡王皇后泰氏也(발해국의 순목황후는 곧 간왕의 황후 태씨이다) 
建興十二年七月十五日遷安▨陵禮也 (건흥 12년 7월 15일 ▨릉에 안장하니 예를 따른 것이다)
라는 부분을 통해 무덤 발굴의 사실이 뒤늦게 우리나라에 알려졌다.

## 같이 보기
- 신라
  - 헌덕왕 (809년 ~ 826년)

## 참고 문헌
- 新唐書
- 渤海國志長編 (金毓黻, 華文書局, 1934)

| 전 대 희왕 | 제9대 발해 국왕 817년 - 818년 | 후 대 선왕 |